# 多爾梅德山
在托爾金（Middle-earth）小說的中土大陸裡，多爾梅德山（Mount Dolmed）是伊瑞德隆（Ered Luin）的其中一個山峰。
多爾梅德山是由伊利雅德（Eriador）通往貝爾蘭（Beleriand）的唯一通道。多爾梅德山也是七個矮人祖先其中兩個甦醒的地方，成為後來的Broadbeams族矮人及Firebeards族矮人。兩族矮人後來建立了矮人城市諾格羅德（Nogrod）及貝磊勾斯特（Belegost）。
諾格羅德位於多爾梅德山附近，貝磊勾斯特則位於更南的地方。
憤怒之戰（War of Wrath）後，伊瑞德隆遭受破壞，形成隆恩灣（Gulf of Lune），諾格羅德及多爾梅德山被完成摧毀。